# ポーランド義勇軍団
ポーランド義勇軍団（ポーランドぎゆうぐんだん、ポーランド語: Polski Korpus Ochotniczy、ウクライナ語: Польський добровольчий корпус）は、ウクライナ陸軍の部隊の一つ。特殊部隊の退役軍人およびポーランド人志願者で構成され、偵察や破壊活動を主な任務とする。ウクライナ領土防衛部隊外国人軍団からは独立しており、ウクライナ国防省直轄部隊となっている。